# 孔敬糖業
孔敬糖業股份有限公司（英語：Khon Kaen Sugar Industry Company Limited），簡稱孔敬糖業、KSL，1945年由商人鄺順利在曼谷成立，1952年在吞武里府建廠。

## 公司狀況
孔敬糖業在2005年於泰國證券交易所股票上市。是泰國證券交易所50指數中惟一的糖業類成份股，其主要業務為製糖、化肥、農業等行業。總部位於曼谷，廠房位於孔敬府坤敬市（也作「孔敬市」）。
2017年6月，孔敬糖業的報出的季度淨營收爲6.39億泰銖。